# 로피나비르
로피나비르(Lopinavir)는 항레트로바이러스 약물로 단백질분해효소 억제제에 속한다. 다른 단백질분해효소 억제제인 리토나비르와 함께 로피나비르/리토나비르라는 이름의 복합제로 두 약물을 정해진 용량으로 혼합하여 HIV/AIDS 감염에 사용한다.
1995년 특허를 받았으며 2000년에 의학적 사용 승인을 받았다.

## 부작용
로피나비르 단독으로 부작용, 상호작용, 금기사항에 대해서는 알려진 것이 없고, 대신 복합제로 사용하는 로피나비르/리토나비르의 부작용, 상호작용, 금기사항만이 평가가 이루어졌다.

## 약리학
로피나비르는 혈장 단백질에 98-99%의 높인 비율로 결합한다.
로피나비르가 뇌척수액(CSF)으로 침투할 수 있는가에 대해서는 아직 논란이 많은데, 어떤 연구에서는 로피나비르가 뇌척수액에서 발견될 수 없다고 하지만 다른 연구에서는 복합제인 로피나비르/리토나비르를 처방받은 26명의 환자들에서 뇌척수액에서 로피나비르가 검출되었다고 주장한다.

## 연구
한 2014년 연구에서는 로피나비르가 인간 유두종바이러스(HPV)에 효과적이라고 밝혔다. 이 연구에서는 로피나비르 정제 한알을 하루에 2번씩 유두종바이러스 발생위험이 높은 여성과 낮은 여성의 목에 국소적으로 투여하였고 3개월 뒤 발생위험이 높은 여성들 중 82.6%에서 정상적인 목 상태가 나타났다.
2020년에 로피나비르/리토나비르는 심각한 COVID-19에 작동하지 않는 것이 밝혀졌으며, 이 임상시험을 위해 약 13일 동안 약물투여가 이루어졌다.
로피나비르는 세포배양 시 낮은 분자 범위에서 MERS-CoV의 복제를 억제하는 특성이 발견되었다.